# صومعه ها در اسپانیا

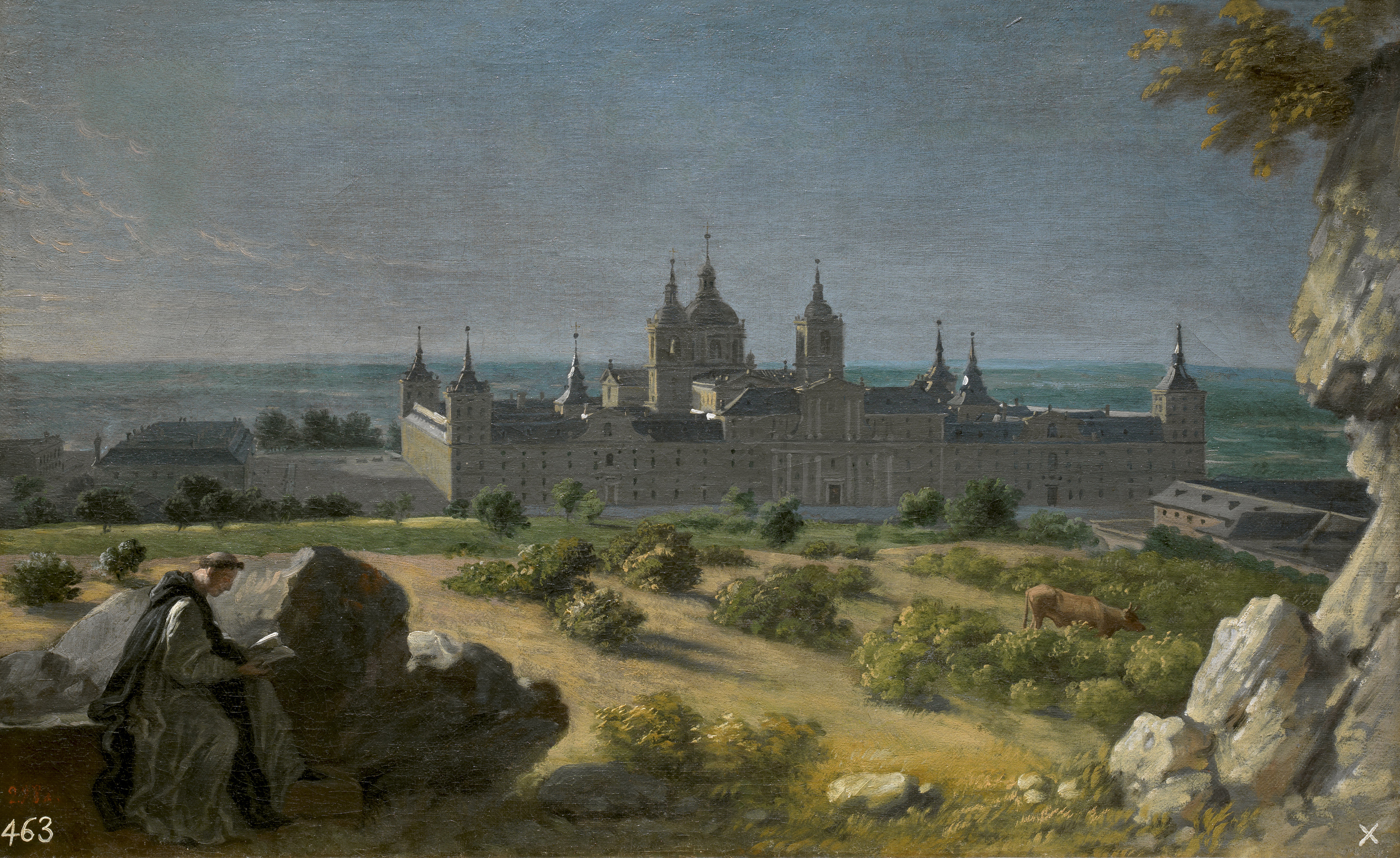
صومعه سلطنتی سن لورنزو د ال اسکوریال. به دستور فیلیپه دوم اسپانیایی برای بزرگداشت پیروزی در نبرد سن کوئینتین، که در ۱۰ آگوست، روز شهید سن لورنزو بود، ساخته شد. صومعه به این قدیس وقف شده و پلان آن به شکل صفت قدیسه است. این صومعه بزرگ‌ترین و مهم‌ترین صومعه اسپانیا است و کارکردهای کاخ و معبد را نیز داشت.

صومعه‌ها در اسپانیا میراث غنی تاریخی، هنری و فرهنگی این کشور را تشکیل می‌دهند. این صومعه‌ها شاهدی بر تاریخ مذهبی و تاریخ سیاسی-نظامی در قرون وسطی و حتی قبلتر در زمان ورود و استقرار ویزیگوت‌ها هستند. صومعه‌ها پس از فتح مجدد و متعاقب آن عقب‌نشینی مسلمانان به سمت جنوب، نقش مهمی در تجدید جمعیت توسط پادشاهان داشتند.